# نیدردورف (زاکسونی)
نیدردورف (به آلمانی: Niederdorf) یک شهر در آلمان است که در ارتسگبیرگسکرایس واقع شده‌است. نیدردورف ۱٬۳۵۲ نفر جمعیت دارد.